# Церковь Святого Николая (Прицвальк)
Церковь Святого Николая (нем. Kirche Sankt Nikolai) — протестантская кирха в городе Прицвальк. Основана в 1256 году. Святыми покровителями храма являются Дева Мария и Николай Чудотворец. В здании храма, помимо богослужений, проводятся концерты классической музыки.

## История
Местный приход был учреждён в 1230 году. Строительство церкви Святого Николая началось в 1256 году, когда Прицвальк получил статус города. Главный храм вначале был посвящён Николаю Чудотворцу, а затем и Деве Марии. В 1441 году епископ Хафельберга Конрад фон Линтоф освятил хоры и главный алтарь. Первая церковь, вероятно, представляла собой крестообразную базилику с башней над западной частью трансепта. Она была уничтожена во время пожара. Восстановленное здание кирхи было расширено. На протяжении веков здание неоднократно перестраивалось. От первоначальной кирхи сохранились только фундамент и башня. После пожара в 1501 года храм был восстановлен в том виде, в каком он предстаёт перед посетителями сегодня. В 1539 году, во время Реформации, храм, который ранее принадлежал католикам, перешёл во владение лютеран.
1 ноября 1821 года церковь была разрушена во время очередного большого пожара. В 1828 году её восстановили, но без высокой башни. В 1880 и 1882 годах, по проекту архитектора Фридриха Адлера башня была восстановлена с прежней высотой в 72 метра; новые повреждения она получила во время Второй мировой войны. В 1970-е годы с фасада кирхи были убраны повреждённые архитектурные украшения — башенки, арки и аттические карнизы. Реконструкция 1999—2000 годов вернула башне первоначальный вид. За время ремонтных работ были восстановлены недостающие элементы кладки, отремонтированы фасад, дренажная система башни, кровля, окна и деревянная лестница. В настоящее время кирха Святого Николая принадлежит к протестантскому приходу Хафельберг—Прицвальк.
Храм в стиле поздней готики имеет три нефа одинаковой высоты, многоугольный деамбулаторий на востоке и башню на западе. На юге нефа с баптистерием находится двухъярусная капелла. Свод нефа поддерживается круглыми колоннами. Контрфорсы находятся внутри здания. В центре позднего готического створчатого алтаря 1520 года изображена святая Анна; ранее он находился в святилище в Альт-Крюссове в 5 километрах от Прицвалька. В кирхе Святого Николая алтарь хранится с 1976 года.